# Левитин, Вячеслав Леонидович
Вячеслав Леонидович Левитин (род. 14 октября 1945, Рославль, РСФСР) — казахстанский государственный деятель.

## Образование
В 1970 году окончил Томский политехнический институт (Томский политехнический университет, ТПУ), получив специальность «инженер-физик».

## Трудовая деятельность
- Главный инженер реакторного завода БН-350 Мангышлакского энергокомбината (1970-1989)
- Директор Мангышлакского энергокомбината (1989-1995)
- Аким Мангистауской области (1995-1997)
- Генеральный директор "РГП МАЭК" (1997-1998)
- Заместитель председателя правления конструкторского блока Альта-банка (Москва) (2000-2002)
- Президент группы компании "ТУТА" (Москва) (2002-н.в.)

## Личная жизнь
Женат. Имеет 2-х детей.

## Награды
- Орден Дружбы (21 июля 1997 года, Россия) — за большой вклад в становление, развитие атомной науки и промышленности, укрепление дружбы и сотрудничества между народами[1]